# 許文蔚
许文蔚（?—?），字行父，徽州休宁东閤人。
年幼家貧，師從朱熹，呂祖謙。绍熙元年余复榜进士，精通《易經》。绍熙六年十二月任秘书郎，七年九月擔任著作佐郎。八年正月为秘书丞。購買田地百畝，以為義莊，“以贍宗族貧者”。卒於官。